# 藤原常永
藤原 常永（ふじわら の つねなが/とこなが）は、平安時代初期から前期にかけての貴族。藤原北家、中納言・藤原葛野麻呂の子。官位は正五位下・但馬守。

## 経歴
淳和朝の天長2年（825年）従五位下に叙爵。
その後20年近く動静が不明だが、仁明朝後半に勘解由次官・美濃守等を歴任し、仁明朝末の嘉祥2年（849年）に24年振りに昇叙され、従五位上となる。
文徳朝では、斉衡2年（855年）治部大輔、天安元年（857年）刑部大輔と京官を歴任する。文徳朝末の天安2年（858年）尾張権守に任ぜられると、貞観5年（863年）但馬守と清和朝では地方官を務めた。貞観6年（864年）正五位下に至る。貞観9年（867年）卒去。

## 官歴
『六国史』に基づく。
- 時期不詳：正六位上
- 天長2年（825年） 正月7日：従五位下
- 承和10年（843年） 2月10日：勘解由次官
- 承和13年（846年） 5月23日：美濃守
- 嘉祥2年（849年） 正月7日：従五位上
- 斉衡2年（855年） 2月15日：治部大輔
- 天安元年（857年） 9月10日：刑部大輔
- 天安2年（858年） 3月13日：尾張権守
- 貞観5年（863年） 2月10日：但馬守
- 貞観6年（864年） 正月7日：正五位下
- 貞観9年（867年） 日付不詳：卒去[1]

## 系譜
『尊卑分脈』による。
- 父：藤原葛野麻呂
- 母：不詳
- 妻：伴真臣の娘
  - 男子：藤原是法
  - 男子：藤原維邦（?-879）
- 生母不詳の子女
  - 男子：藤原安柯